# Нутромір

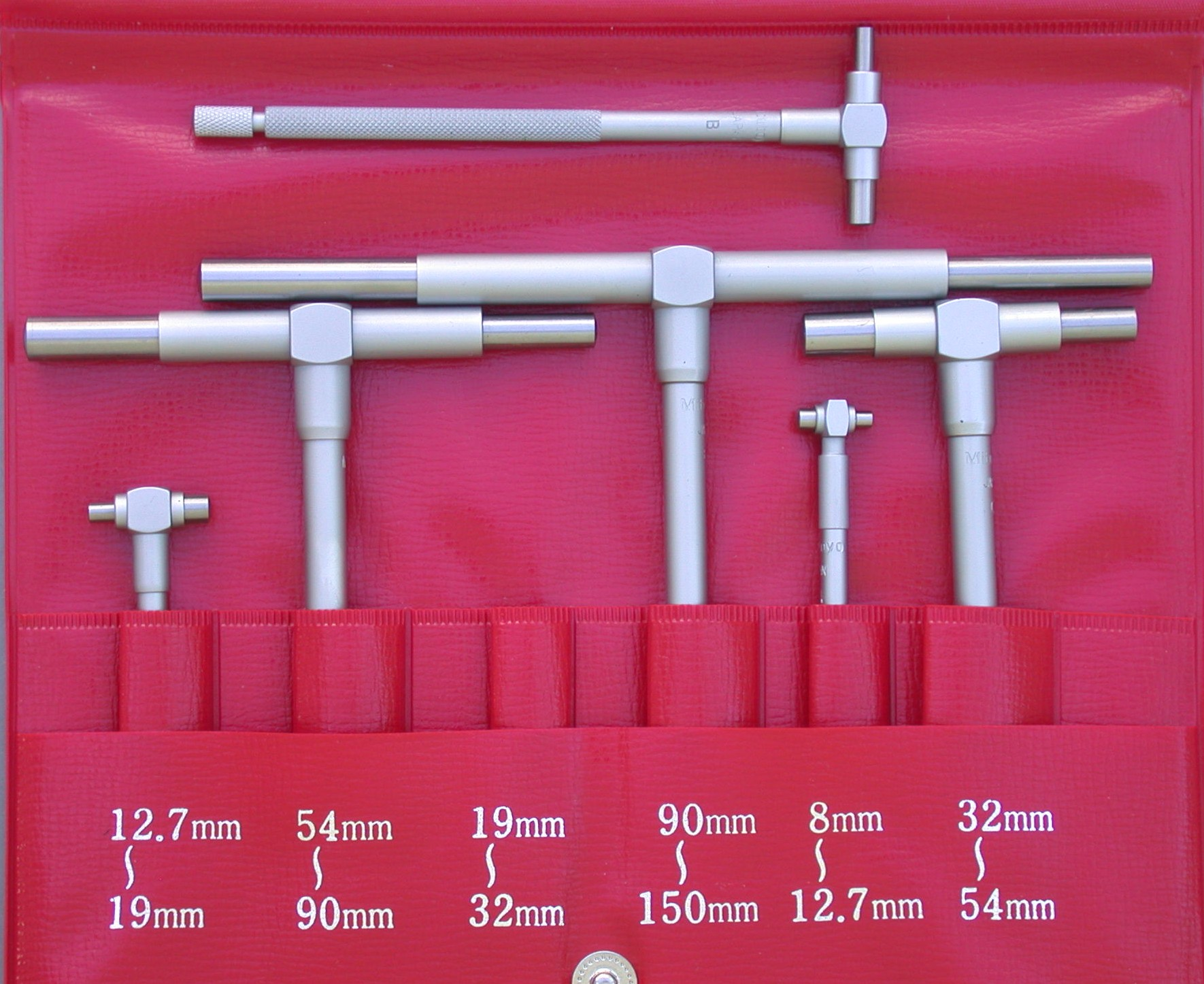
Набір штихмасів з рукоятками для контролю різних розмірів

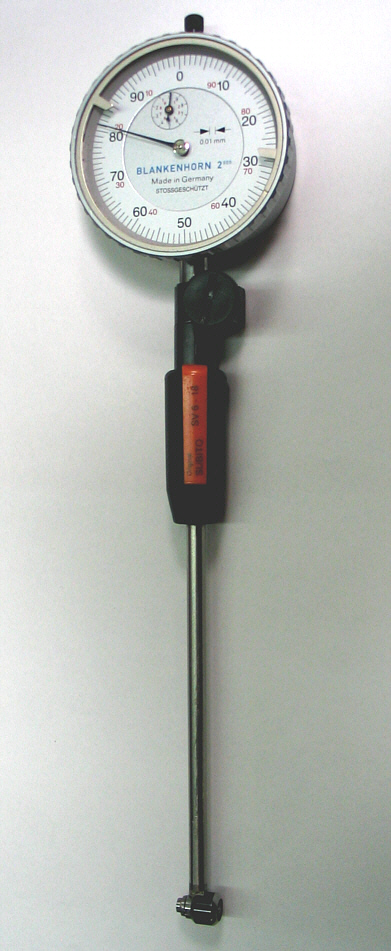
Нутромір індикаторного типу

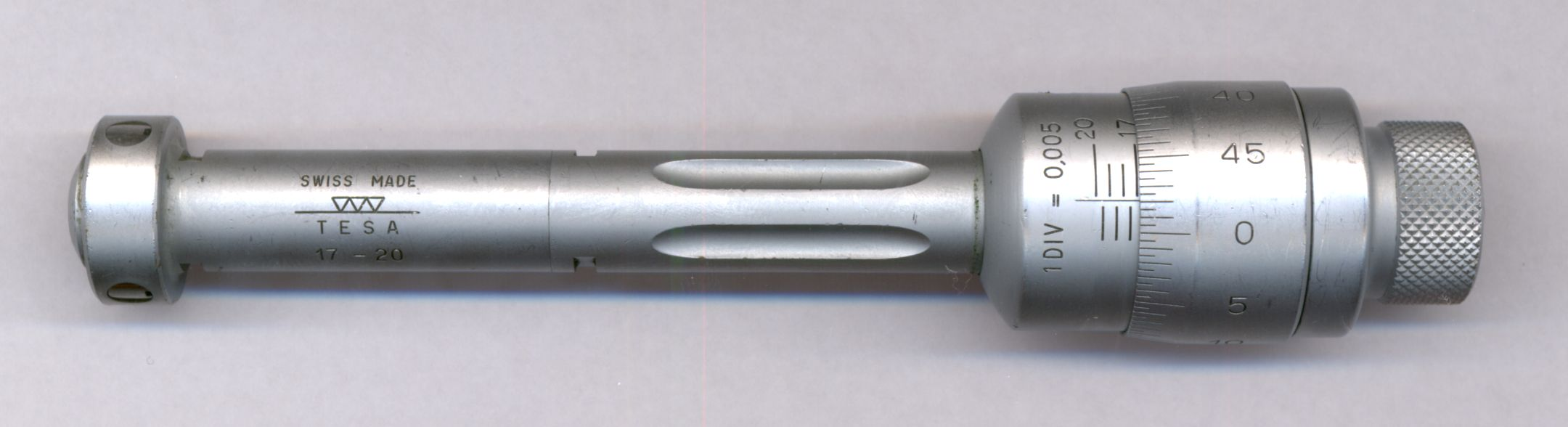
Мікрометричний нутромір триточковий з діапазоном вимірювань 17...20 мм

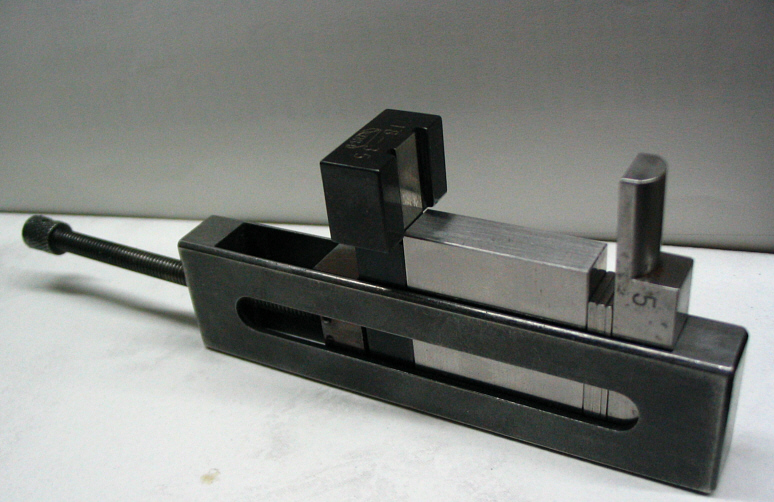
Набір кінцевих мір для калібрування нутроміра

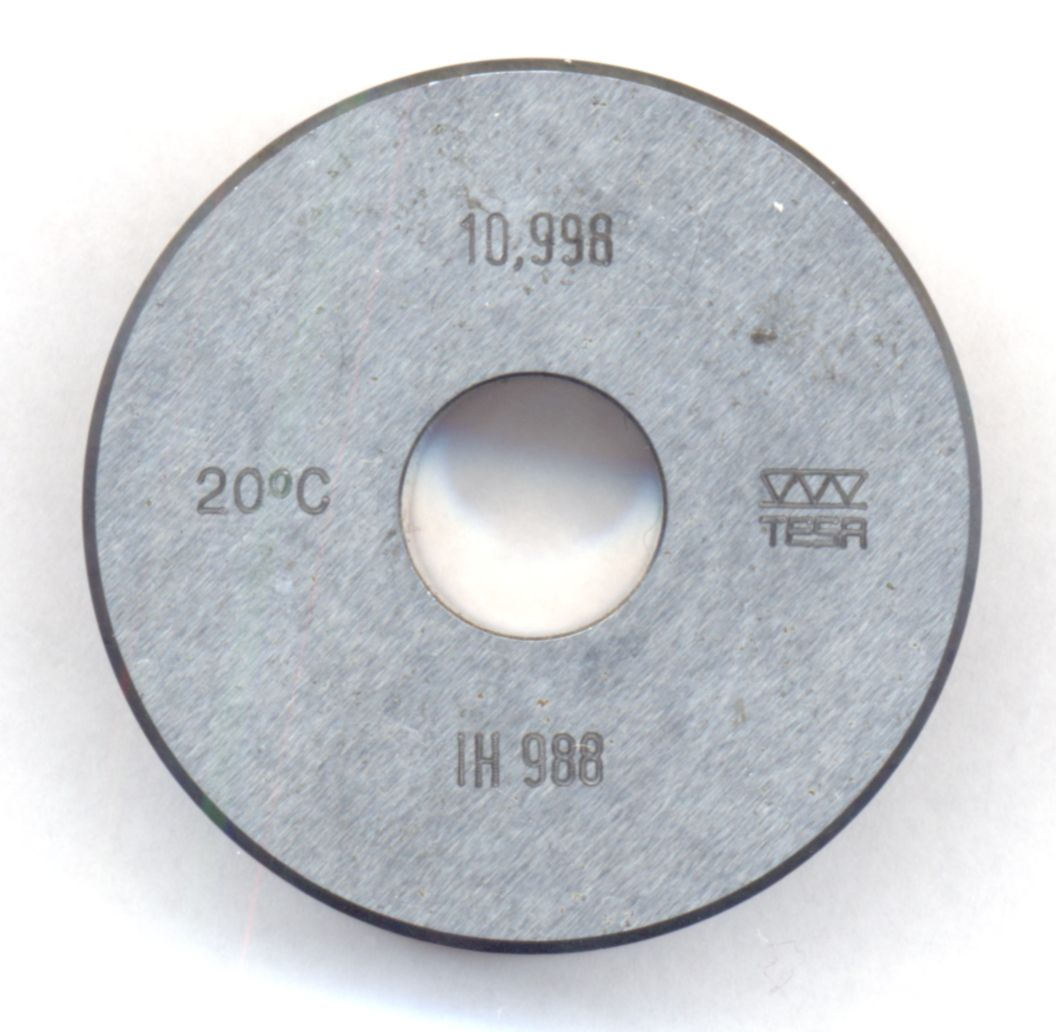
Контрольне атестоване кільце для калібрування нутроміра

Нутромі́р — вимірювальний інструмент для вимірювання розмірів отворів, пазів та інших внутрішніх поверхонь відносним методом. Для вимірювання нутромір встановлюється на деталь або вводиться в неї. Зчитування розміру проводиться по лінійці, циферблату, ноніусу або цифровому табло. 
Найпростішим нутроміром слід вважати граничний калібр, так званий штихмас (нім. Stichmaß), що має являє собою стрижень або трубку заданої довжини зі сферичними вимірювальними наконечниками і служить для контролю великих отворів (зазвичай, діаметром від 250 до 2500 мм)
Вимірювання розмірів проводиться завдяки спеціальним наконечникам, які мають сферичну форму і розташовуються діаметрально протилежно один відносно одного. Вимірювальні наконечники армовані твердим сплавом. Один із наконечників взаємодіє з механізмом, через який його положення передається на пристрій відліку (зчитування).  Деякі нутроміри, також мають спеціальні пристрої (центруючі містки) для центрування вимірювальної лінії, також існують нутроміри, оснащені електронними засобами, що передають сигнал про положення сферичного наконечника на обчислювальний пристрій та цифровий індикатор.
Механізм нутроміра зазвичай є поєднанням клинового, важільного та ін. механізмів з пристроєм відліку. 

## Класифікація
Найчастіше нутромірам присвоюють назву за будь-якою з наведених відрізняльних ознак:
- Нутроміри за типом відлікового пристрою поділяються на
  - індикаторні (аналогові та цифрові) нутроміри;
  - мікрометричні нутроміри.
- Нутроміри за типом передачі вимірювальної інформації поділяються на:
  - конусні нутроміри;
  - клинові нутроміри;
  - важільні нутроміри.
- Нутроміри за типом конструкції засобів контакту з поверхнею вимірюваного об'єкта бувають:
  - кулькові нутроміри;
  - цангові нутроміри;
  - кромочні нутроміри.

## Нутроміри за типом пристрою відліку

### Нутромір індикаторного типу
Нутромір індикаторний типу служить для вимірювань внутрішніх розмірів деталей відносним методом. Механізм нутроміра являє собою поєднання клиновий або важільної передачі з відліковим пристроєм. Для суміщення ліній вимірювання з діаметральною площиною нутромір забезпечений центруючим містком. Налаштування нутроміра на необхідний розмір може проводитися як за атестованим кільцем, так і по блоках кінцевих мір довжини з боковинами.
Такі нутроміри з важільною передачею мають межі вимірювань 3...1000 мм (10 типорозмірів), з клиновою (точніші) — 18...50 мм.
Конструктивно нутроміри являють собою вимірювальний пристрій з індикатором (індикаторною головкою) годинникового типу. Залежно від встановленого в пристрої стрижня діапазон вимірюваних розмірів може варіюватися від десяти міліметрів і більше. Перед проведенням вимірювання саме операція підбору стрижня є попередньою, потім його вкручують у вимірювальний прилад. Після введення інструменту у вимірюваний отвір і розміщення у вертикальному положенні, проводиться перевірка розміру за шкалою індикатора.

### Мікрометричний нутромір
Конструктивно мікрометричні нутроміри виконують як і нутроміри індикаторного типу. Якщо потрібні точніші вимірювання внутрішніх розмірів від 50 мм, то використовують мікрометричні нутроміри за ГОСТ 10-88 зі змінними подовжувачами з межами вимірювань від 50 до 6000 мм (7 типорозмірів). Такі нутроміри для визначення діаметрів від 1250 до 10 000 мм (3 типорозміри) мають додатково індикатори годинникового типу. Нутромір мікрометричний призначений для вимірювання внутрішніх розмірів деталей абсолютним методом. Основними елементами нутроміра є мікрометрична головка, подовжувачі і вимірювальний наконечник.

## Нутроміри за типом передачі вимірювальної інформації
Для отворів відносно невеликих розмірів зазвичай застосовують нутроміри, що мають різні передавальні механізми (від наконечників до пристрою відліку) — конусні, важільні, клинові.
Більшість нутромірів має дві точки контакту з вимірюваною поверхнею (двоконтактна схема вимірювання). Виняток становлять так звані пассиметри — нутроміри з триконтактною схемою, які мають 2 нерухомих і 1 рухомий наконечники; межі вимірювань 19-120 мм.
Пассиметр (від фр. passer — проходити) — це нутромір, який побудований на принципі триконтактної схеми вимірювання. Він відрізняється тим, що у нього є два нерухомих наконечники і один рухомий. Діапазон вимірювань такого нутроміра становить від 19 до 120 міліметрів. Нутроміри такого типу потребують попереднього налаштування, і відбувається вона за встановлювальними кільцями.
Нутроміри з конусними передачами призначені для отворів малих діаметрів і бувають: кромочні, цангові, кулькові нутроміри та ін.
- Кромочні нутроміри — це різновид нутромірів для вимірювання діаметрів отворів від 0,2 міліметрів, замір роблять за шкалою з ноніусом або можливі різновиди зі стрілочними індикаторними головками;
- Цангові нутроміри — це нутроміри, які використовуються для виміру діаметрів від 0,95 міліметрів.
- Кулькові нутроміри — це нутроміри, які можуть вимірювати діаметри в діапазоні від 3 до 18 міліметрів (3 типорозміри)

Клинові нутроміри є точнішими засобами вимірювання, і їх вимірювальна межа становить від 18 до 50 міліметрів.
Важільні нутроміри стандартно виготовляють у поєднанні клинової і важільної передач. У нутромірів з важільною передачею вимірювальна межа становить  3...1000 міліметрів (10 типорозмірів).

## Нормативна документація
Нутроміри з ціною поділки 0,002 мм і нутроміри з цифровим відліком і кроком дискретності 0,001 мм випускаються за ГОСТ 9244-75. Нутроміри індикаторні з ціною поділки 0,01 мм випускаються за ГОСТ 868-82.